# Guerras civiles de la Tetrarquía

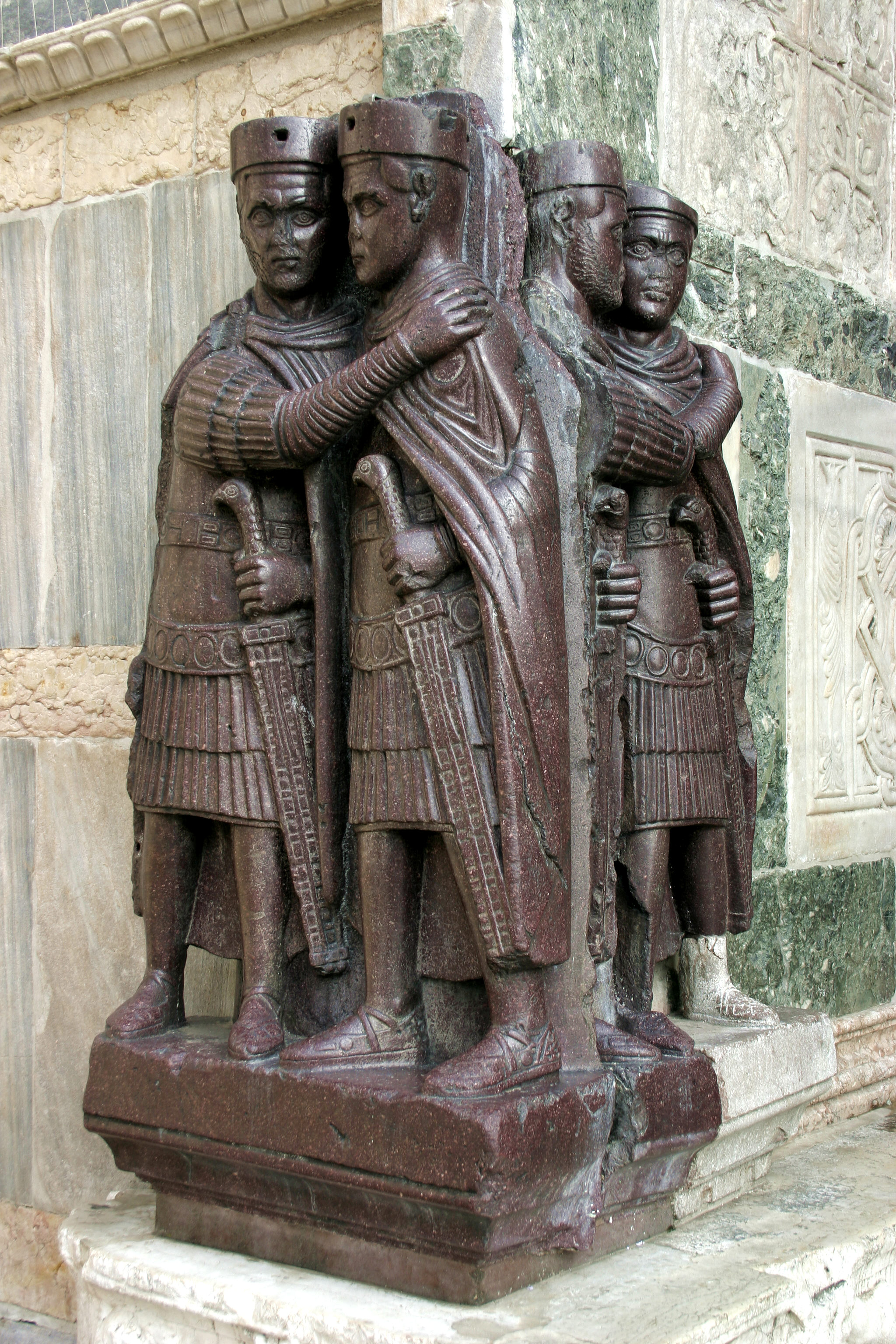
Los Tetrarcas, actualmente en la Basílica de San Marcos, en Venecia.

Guerras de la Tetrarquía.

Las guerras civiles de la Tetrarquía fueron una serie de conflictos que ocurrieron en el Imperio romano en las primeras décadas del siglo IV entre las distintas facciones imperiales, que involucraron a varios coemperadores, augustos y césares, a diferentes usurpadores y de manera general al oriente y occidente romano. La tetrarquía fue el modelo político creado por Diocleciano (r. 284-305) en 293 como forma de contener los constantes disturbios políticos e invasiones extranjeras que debilitaron al Imperio romano durante la crisis del siglo iii. En este modelo, Diocleciano y Maximiano (r. 285-308; 310) eran, respectivamente, emperadores mayores (augustos) de Oriente y Occidente, y Galerio (r. 293-311) y Constancio I (r. 293-306), sus respectivos copríncipes menores (césares). Diocleciano y Maximiano abdicaron en 305 con el Imperio estabilizado y, gracias a esto, garantizaron el ascenso de Constancio y Galerio. Sin embargo, estos postergaron a los candidatos preferidos para sucederles en calidad de césares, Constantino, hijo de Constancio, y Majencio, hijo de Maximiano, y nombraron en su lugar a Valerio Severo (r. 305-307) y a Maximino Daya (r. 305-313), lo que llevó a múltiples desacuerdos y conflictos.
Constantino fue nombrado augusto por el ejército en ausencia de Severo, tras la muerte de Constancio en 306. Galerio aceptó nombrarlo césar para evitar conflictos, mientras que Severo asumiría el cargo de augusto, aunque a pesar de esto, Majencio se declaró emperador en Roma. A raíz de esto, Severo inició los diversos conflictos de la época tras marchar a Italia con la intención de detener al usurpador. Consciente de la aproximación del enemigo, Majencio ofreció a su padre Maximiano compartir el gobierno; luego derrotó y capturó a Severo, quien fue encarcelado y asesinado en 307. Galerio marchó contra los rebeldes ese mismo año, pero se vio obligado a retirarse, y en consecuencia, consolidó la autoridad de Majencio. Maximiano intentó deponer a su hijo en 308, pero el plan fracasó, por lo que tuvo que huir a la corte de Constantino en la Galia. Puso sus esperanzas para volver a ascender nuevamente al trono en la Conferencia de Carnunto, convocada por Galerio en ese mismo año. En ella, Licinio (r. 308-324) fue nombrado nuevo augusto de Occidente y Maximiano fue destituido de nuevo oficialmente. Este último se fue a la Galia, donde aprovechó la campaña de Constantino en 310 contra los francos para usurpar la púrpura imperial, pero fue vencido militarmente y se suicidó ese mismo año.
Galerio enfermó y murió en 311, lo que agudizó la inestabilidad del sistema. Licinio y Maximino Daya se dividieron las provincias orientales entre 311 y 312, mientras que Majencio se preparó en occidente para la guerra contra Constantino. Consciente de esto, este último se alió con Licinio para evitar que cerrara un trato con su enemigo y marchó con su ejército a Italia, donde logró batir a los soldados de Majencio en varias batallas en el norte de la península; estas victorias le franquearon el camino a Roma. En las inmediaciones de la capital se libró la importante batalla del Puente Milvio, en la que Majencio se ahogó en el río Tíber, lo que permitió a Constantino establecerse como monarca de Occidente. En Oriente, Maximino Daya invadió las provincias orientales europeas en 313 en un intento de establecerse como gobernante supremo después de que Licinio y Constantino firmasen un acuerdo en Mediolano ese mismo año; fue derrotado en dos importantes batallas y terminó muriendo. Constantino y Licinio libraron la batalla de Cibalis en 314 debido al nombramiento de Basiano como césar de Occidente. Volvieron a luchar en Mardia en 316, pero luego pactaron una tregua temporal que duró hasta 324. Ese año, las tropas de Constantino y Licinio disputaron tres importantes batallas que concluyeron con la victoria definitiva de Constantino y con Licinio apresado; este fue asesinado al año siguiente, lo que permitió que el emperador ganador de las sucesivas contiendas se estableciera como dueño único del Imperio romano.

## Antecedentes

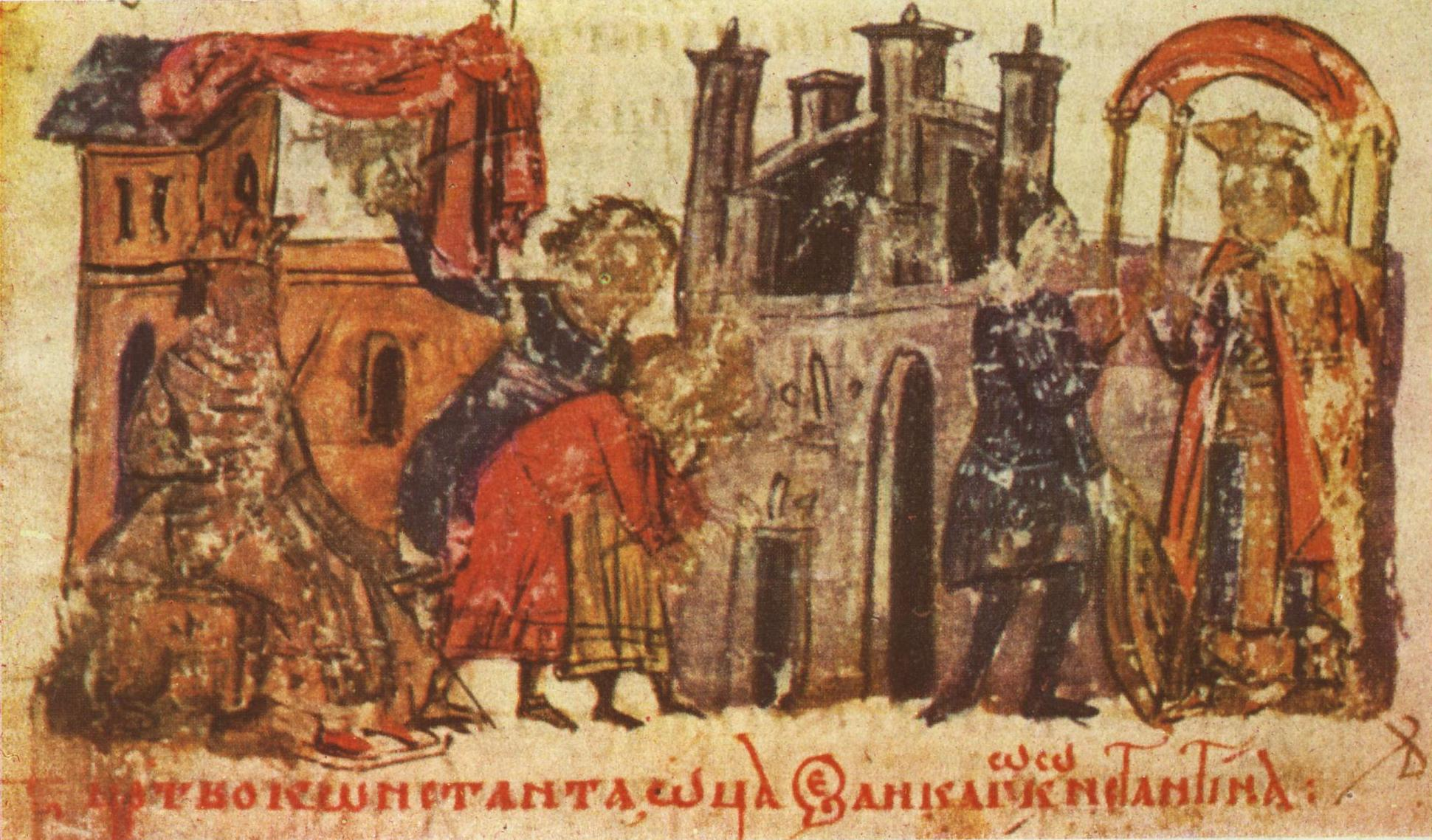
Miniatura de Diocleciano y Maximiano de la Crónica de Constantino Manasés.

El Imperio romano después de la división territorial.

La tetrarquía fue la división administrativa del Imperio romano establecida por el emperador Diocleciano (r. 284-305) en 293, que marcó el final de la crisis del siglo III y el inicio de la reestabilización del Imperio. La primera fase, a veces llamada Diarquía, implicó la promoción del general Maximiano (r. 285-308; 310) como césar (emperador menor) en 285 y luego como augusto (emperador mayor) en 286. Mientras que Diocleciano controlaba los asuntos de las regiones orientales del Imperio, Maximiano estaba a cargo de las occidentales.
Los problemas militares que enfrentaba a raíz de la usurpación de Carausio (r. 286-293) en Britania y de las invasiones persas en el este hicieron que Diocleciano se diese cuenta en 293 que dos emperadores eran insuficientes para asegurar la administración del imperio. En consecuencia, los dos augustos nombraron sendos césares: Maximiano designó a Constancio I (r. 293-306) el 1 de marzo de 293 en Mediolano, y Diocleciano a Galerio (r. 293-311) en Filipópolis o en Sirmio (ahora Sremska Mitrovica, Serbia) ese mismo día o un mes después, lo que dio paso a la tetrarquía o «gobierno de los cuatro».
Los emperadores mayores abdicaron y se retiraron conjuntamente de la vida pública en ceremonias separadas celebradas en Mediolano y Nicomedia el 1 de mayo de 305, lo que permitió que Constancio y Galerio fueran elevados a augustos. Ellos, a su vez, nombraron a nuevos césares: Valerio Severo (r. 305-307) bajo Constancio en Occidente, y Maximino Daya (r. 305-313) bajo Galerio en Oriente. Sin embargo, había un problema: tanto Severo como Maximino fueron elegidos bajo la influencia de Galerio, con el fin de tratar de aumentar el poder de su mandato, en vez de escoger a los dos candidatos obvios a la sucesión: Constantino, hijo de Constancio, y Majencio, hijo de Maximiano, lo que originó múltiples problemas para el futuro del sistema tetrárquico.

## Movimientos iniciales

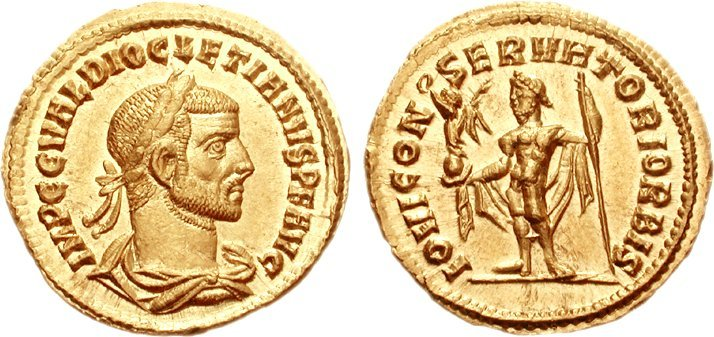
Áureo de Diocleciano (r. 284-305) emitido en Cícico c. 286-287.

La muerte de Constancio el 25 de julio de 306 en Eboraco durante una campaña contra los pictos del norte de Britania fue el primer golpe a la estructura política de la tetrarquía. En lugar de aceptar la asunción por Severo del título de augusto, la guarnición de Britania concedió la púrpura imperial al hijo de Constancio, Constantino. Este último solicitó al emperador Galerio que lo reconociese como heredero de su padre y culpó de su ascenso ilegal a las tropas, que según él, lo habían obligado a asumir el título imperial. Galerio se enfureció y casi se negó a aceptar la solicitud, pero sus asesores le advirtieron de que esto llevaría inevitablemente a la guerra, por lo que finalmente le confirió a Constantino el título de césar en lugar del de augusto, que recibió Severo. Para dejar claro que la legitimidad de Constantino dependía únicamente de la concesión que él le hacía, Galerio le envió personalmente la púrpura imperial. Constantino aceptó la decisión, ya que sabía que así desaparecía toda incertidumbre sobre su autoridad.
Este acto motivó a Majencio, hijo de Maximiano, a declararse también emperador en Roma en 306, pero con el título de princeps. Galerio, temeroso de que otros personajes también intentaran proclamarse emperadores, ordenó a Severo que entrara en Italia y lidiara con él. Severo se desplazó desde su capital en Mediolano a Roma como jefe de un ejército anteriormente dirigido por Maximiano. A causa del temor de la llegada de Severo, Majencio le ofreció a su padre, Maximiano, compartir el gobierno y este aceptó, por lo que, cuando Severo llegó ante las murallas de Roma y la sitió, sus hombres lo abandonaron y se pasaron a las filas de su antiguo comandante. Severo huyó a Rávena, una posición inexpugnable, y Maximiano ofreció perdonarle la vida y tratarlo con humanidad si se rendía pacíficamente. De todas formas, a pesar de las promesas, Severo fue capturado y encarcelado en Tres Tabernas y luego asesinado en 307.

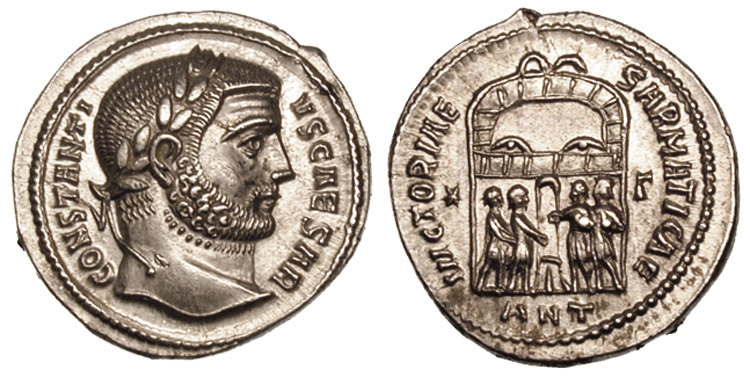
Argenteo de Constancio I (r. 293-306) emitido en Antioquia c. 294-295.

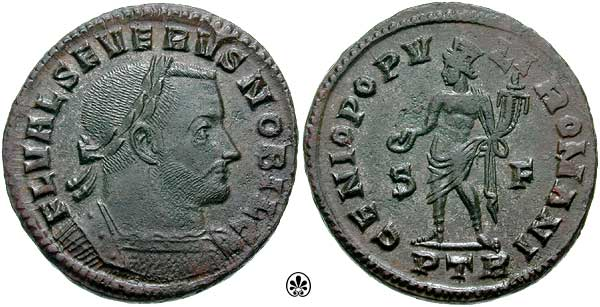
Follis de Valerio Severo (r. 305-307) emitido en Augusta Treverorum.

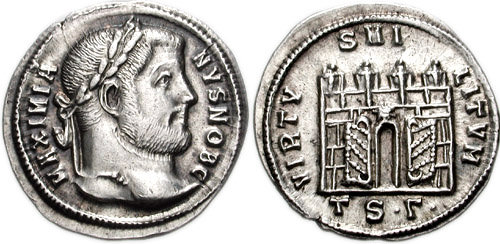
Argenteo de Galerio (r. 293-311) emitido en Salónica c. 302.

El gobierno conjunto de Majencio y Maximiano en Roma volvió a ponerse a prueba cuando Galerio entró en Italia en el verano de 307 con un ejército aún mayor. Mientras negociaba con el invasor, Majencio repitió la misma táctica que le había empleado contra Severo; merced a la promesa de grandes sumas de dinero y al prestigio de Maximiano, muchos soldados de Galerio desertaron, y en consecuencia, este se vio obligado a retirarse. Después de la fallida campaña de Galerio, el gobierno de Majencio se estableció firmemente en Italia, África, Córcega y Cerdeña. Majencio intentó establecer relaciones amistosas con Constantino desde 307 y, en el verano de ese año, Maximiano viajó a la Galia, donde Constantino se casó con su hija Fausta (r. 307-326) y fue nombrado augusto por el emperador mayor. Constantino reconoció la autoridad de Majencio, pero no se involucró en los conflictos en Italia, ya que prefería dirigirse de la Galia a Britania.
En 308, probablemente en abril, Maximiano intentó deponer a su hijo en una reunión militar en Roma; para su sorpresa, las tropas presentes permanecieron leales a su hijo y tuvo que huir a la corte de Constantino. Consciente de la situación en Occidente, Galerio convocó una conferencia en Carnunto (ahora Petronell-Carnuntum, Austria), y Maximiano depositó en ella sus esperanzas de volver al poder. La conferencia se celebró el 11 de noviembre de ese año y tuvo como principales resoluciones la eliminación definitiva de Maximiano del marco tetrárquico, la degradación de Constantino a césar y el nombramiento de Licinio como augusto de Occidente para poder lidiar con Majencio en Italia. Este nuevo sistema, sin embargo, no duraría mucho: Constantino se negaba a aceptar su degradación, Maximino Daya exigía a Galerio un ascenso y Licinio permanecía indiferente a su misión italiana.
En 310, Maximiano, que había sido enviado al sur de Arelate con la misión de repeler los ataques de Majencio en el sur de la Galia con parte del ejército de Constantino, se rebeló contra este último mientras el emperador se encontraba en una campaña contra los francos en el río Rin. Maximiano anunció en Arelate que Constantino estaba muerto y tomó la púrpura imperial, pero los esfuerzos para sobornar a los partidarios del emperador no dieron resultados y gran parte del ejército permaneció fiel a Constantino, por lo que Maximiano hubo de huir. Constantino pronto se enteró de la rebelión, abandonó su campaña contra los francos, marchó rápidamente hacia el sur y se enfrentó al rebelde en Massilia. La ciudad estaba mejor preparada para repeler un asedio que Arelate, pero ello resultó intrascendente, ya que los ciudadanos que permanecieron leales al emperador le abrieron las puertas traseras. Maximiano fue apresado, reprobado por sus crímenes y privado de su título. Constantino le concedió cierta clemencia, pero lo animó encarecidamente a que se suicidara, algo que terminó por hacer en julio de 310 al ahorcarse.

## Guerra de Constantino y Majencio

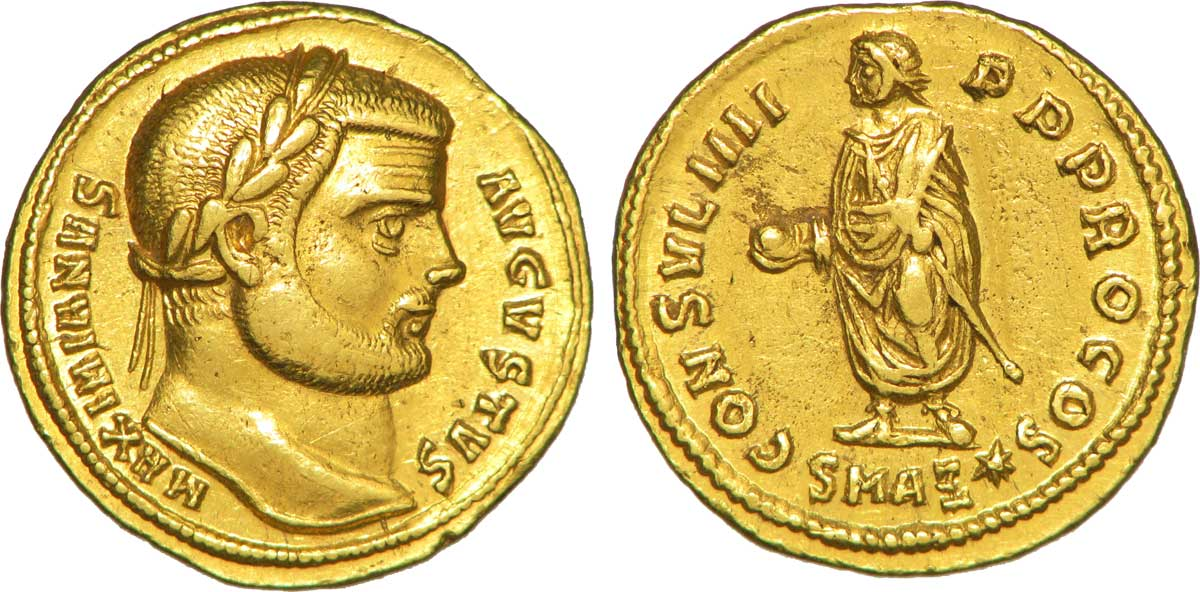
Áureo de Maximiano (r. 285-308; 310) emitido en Antioquia c. 294-295.

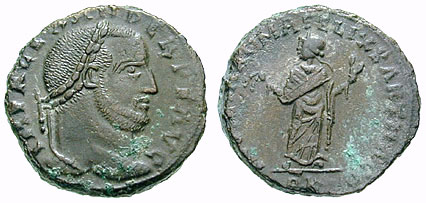
Follis de Domicio Alejandro (r. 308-310) emitido en Cartago.

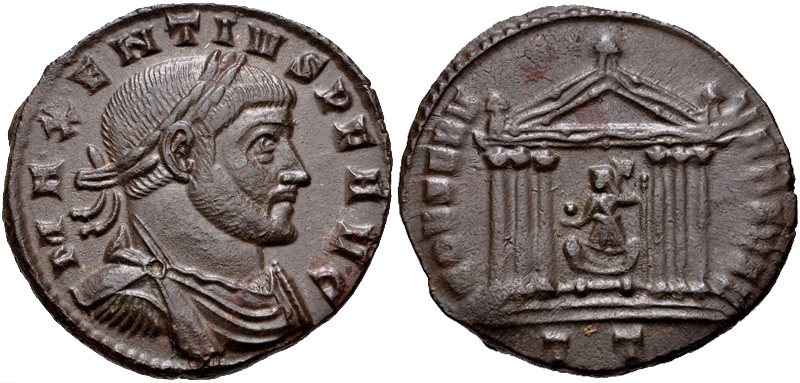
Follis de Majencio (r. 306-312) emitido en Tesino c. 307-308.

A mediados de 310, Galerio se encontraba demasiado enfermo para involucrarse en la política imperial. Durante este período, su última acción fue la emisión de una carta a las provincias publicada en Nicomedia el 30 de abril de 311 que proclamaba el fin de las persecuciones contra los cristianos y les otorgaba el derecho de practicar su religión libremente bajo la ley y de reunirse pacíficamente. Murió poco después de la proclamación del edicto, lo que condujo a la destrucción de la poca estabilidad existente. Maximino se movilizó contra Licinio en el Este y tomó Anatolia y apresuradamente se firmó una paz en un barco en medio del Bósforo. Mientras Constantino recorría Britania y la Galia, Majencio se preparaba para la guerra: fortificó el norte de Italia y afianzó el apoyo que le brindaba la comunidad cristiana al permitir la elección del nuevo obispo de Roma, el papa Melquiades (r. 310-314).
Sin embargo, las simpatías populares de las que gozó al principio se esfumaron a causa de los altos impuestos y la retracción comercial y estallaron revueltas en Roma y Cartago; Domicio Alejandro (r. 308-310) pudo usurpar brevemente su autoridad en África. En el año 312, Majencio apenas era tolerado y carecía de apoyo efectivo, incluso entre los cristianos itálicos. Se movilizó contra Constantino en el verano de 311, mientras Licinio se ocupaba de otros asuntos en Oriente; le declaró la guerra con la intención de vengar la muerte de su padre. Constantino le ofreció en matrimonio a su hermana Constancia (r. 313-324) a Licinio en el invierno de 311-312 para evitar que este se coligase con Majencio. Maximino consideró el acuerdo como una afrenta a su autoridad, y en respuesta, envió emisarios a Roma para ofrecer a Majencio reconocimiento político a cambio de apoyo militar, pacto que este terminó por aceptar. Según Eusebio de Cesarea, los viajes interregionales se volvieron imposibles y había concentraciones militares por todas partes: «No existía lugar donde la gente no esperara el inicio de las hostilidades».
Los consejeros y generales de Constantino le recomendaron no realizar ningún ataque contra Majencio; incluso sus augures, que alegaron que los sacrificios produjeron presagios negativos. Constantino, con un espíritu que dejó una profunda impresión en sus seguidores y que incluso inspiró a algunos a creer que tenía alguna forma de orientación sobrenatural, desoyó todas las advertencias. Cruzó los Alpes cocios a principios de la primavera de 312 con una cuarta parte de su ejército, aproximadamente cuarenta mil soldados. La primera batalla tuvo lugar en Segusio, que fue tomada por la fuerza, pero Constantino impidió a sus tropas que saquearan la ciudad, ya que prefería continuar su avance al interior de Italia. A partir de ahí, prosiguió con su marcha.
Se topó con una gran fuerza de caballería bien armada al acercarse a la importante ciudad de Augusta Taurinorum, a la que venció. Augusta Taurinorum se negó a dar refugio a las fuerzas en retirada de Majencio, ya que prefería alojar a Constantino y a sus tropas. Otras ciudades de la llanura padana enviaron emisarios a Constantino para felicitarlo por su victoria. Constantino se trasladó a Mediolano, que le abrió las puertas y lo recibió con alborozo; allí descansó su ejército hasta mediados del verano de 312, cuando que se trasladó a Brixia. El ejército de Brescia se dispersó con facilidad, y Constantino avanzó rápidamente a Verona, donde acampaba un gran ejército enemigo.
Ruricio Pompeyano, general de las fuerzas veronesas y prefecto del pretorio de Majencio, se opuso al emperador invasor en dos enfrentamientos consecutivos a las puertas de la ciudad, que condujeron a la muerte del primero y a la destrucción de su ejército. Verona se rindió poco después, seguida por Aquileia, Mutina y Rávena: la ruta directa a Roma quedó expedita. A orillas del Tíber, cerca del puente Milvio, derruido para estorbar el acceso a la ciudad, Constantino se enfrentó al último ejército de su rival, mandado por el mismo Majencio. Majencio trató de huir al darse cuenta de que su ejército estaba siendo vencido, pero fue empujado al Tíber en medio del alboroto causado por la derrota de sus soldados y se ahogó. Constantino entró en Roma el 29 de octubre y protagonizó un gran adventus en la ciudad, donde el pueblo lo recibió con gran alegría. El cuerpo de Majencio fue sacado del Tíber y decapitado para pasear la cabeza por las calles para que todos la vieran. Después de las ceremonias, la cabeza fue enviada a Cartago, que se sometió al vencedor.

## Guerra de Licinio y Maximino Daya

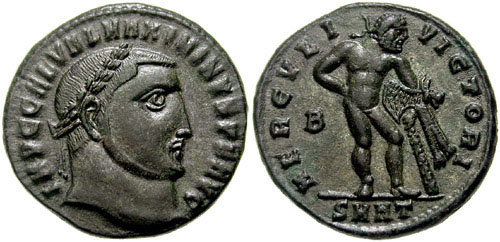
Follis de Maximino Daya (r. 305-313) emitido en Perinto c. 313.

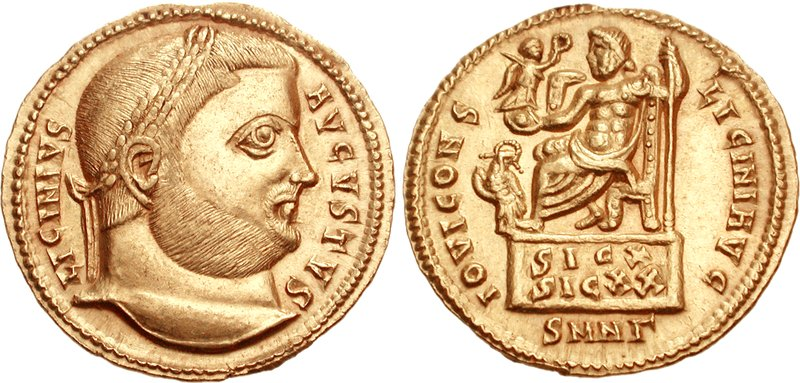
Sólido de Licinio (r. 308-324) emitido en Nicomedia c. 317-318.

Las provincias orientales se encontraban divididas entre Maximino Daya y Licinio cuando Galerio falleció en 311. Daya estaba descontento de que el difunto Galerio hubiese elevado a Licinio a la posición de augusto y aprovechó la primera oportunidad para proclamarse emperador. Licinio mantuvo las provincias de Europa Oriental, mientras que Daya se hizo con las provincias asiáticas. Daya emprendió una campaña contra el Reino de Armenia en el otoño de 312, mientras Constantino luchaba contra Majencio. Descubrió la alianza forjada entre Constantino y Licinio en una reunión celebrada en Mediolano cuando llegó a Siria en febrero del 313; Constancia se casó con Licinio y ambos promulgaron el Edicto de Milán que garantizaba la libertad religiosa a los cristianos. Decidido a tomar la iniciativa, Daya salió de Siria con setenta mil hombres y llegó a Bitinia, pero el mal tiempo debilitó gravemente a su ejército.
En abril de 313, cruzó el Bósforo hacia Bizancio (ahora Estambul, Turquía), que en ese momento defendían las tropas de Licinio. Implacable, tomó la ciudad después de un asedio de once días. Después, se desplazó a Perinto (ahora Mármara Ereğlisi, Turquía), y la conquistó después de un cerco de ocho días. Licinio llegó a Adrianópolis con un ejército más pequeño, posiblemente de alrededor de treinta mil hombres, mientras Daya asediaba Perinto. Las negociaciones entre los dos rivales fueron infructuosas y sus ejércitos chocaron el 30 de abril cerca de Tzirallum; las fuerzas de Daya fueron destruidas en la batalla, por lo que se deshizo de la púrpura imperial y se disfrazó de esclavo para huir a Nicomedia. Trató de frenar el avance de Licinio erigiendo fortificaciones sobre las Puertas Cilicias, pero el ejército enemigo las franqueó de todas formas, lo que lo obligó a retirarse a Tarso, donde Licinio siguió presionándolo por tierra y por mar. La guerra terminó con la muerte de Daya en julio o agosto del 313 y el asesinato de su esposa y de sus hijos.

## Guerras de Constantino y Licinio

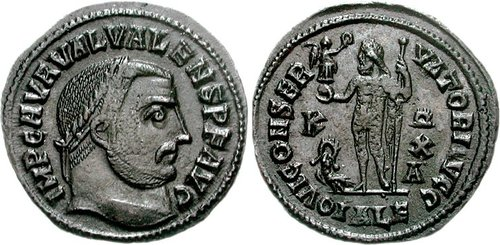
Follis de Valerio Valente emitido en Alejandría (r. 316-317) c. 316-317.

Constantino consolidó gradualmente su superioridad militar sobre sus rivales de la tetrarquía después de la muerte de Majencio; la crisis del sistema de reparto del poder era ya palmaria. En el momento de la guerra entre Licinio y Maximino, Constantino y el primero seguían siendo aliados, pero tras la victoria de Licinio la relación se deterioró. En 314, quizás debido a los roces provocados por el nombramiento como césar del senador Basiano —esposo de Anastasia, media hermana de Constantino—, libraron la batalla de Cibalis, en la que Constantino salió victorioso. Se volvieron a enfrentar en la batalla de Mardia en 316 o 317, con un resultado poco concluyente, y optaron por firmar la paz. Se acordó una tregua el 1 de marzo de 317 en Serdica en virtud de la cual Licinio aceptó a su rival como su superior en el gobierno; por añadidura, se dispuso que Constantino recibiese todas las provincias de Europa del Este, excepto Tracia, y Valerio Valente (r. 316-317), que en ese momento gobernaba Oriente como coemperador, fue depuesto y ejecutado. Además, Constantino y Licinio fueron nombrados cónsules y designaron tres césares: Crispo (r. 317-326) y Constantino II (r. 317-340), hijos de Constantino, y Licinio II (r. 317-324), hijo de Licinio.

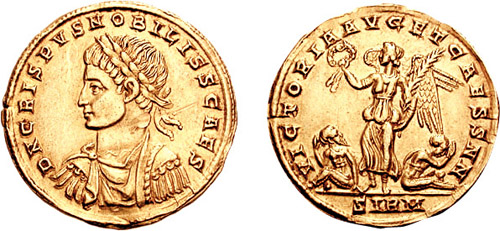
Sólido de Crispo (r. 317-326) emitido en Sirmio para celebrar la victoria sobre los godos en 323.

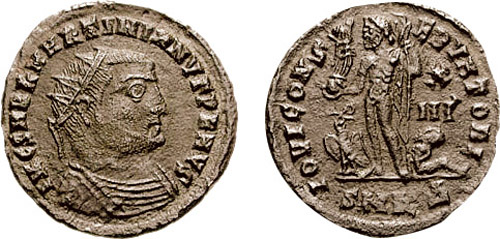
Follis de Martiniano (r. 324) emitido en Cícico.

La concordia de los augustos, sin embargo, solo duró unos pocos años. En poco tiempo la tensión volvió a aumentar entre los soberanos. En el año 320 Licinio revocó la libertad religiosa prometida en el Edicto de Milán de 313 y comenzó a oprimir a los cristianos, promulgó una serie de leyes que inhibían las prácticas cristianas y prohibían a los militares ejercer sus funciones sin antes hacer sacrificios a los dioses; para Michael DiMaio Jr. estas medidas sirvieron como casus belli para el ataque de Constantino. En 321, la situación empeoró cuando Constantino persiguió a unos sármatas que habían invadido sus dominios al otro lado del río Danubio, y más tarde, en 323, unos godos que saqueaban Tracia, lo que Licinio entendió como una ruptura de la paz pactada.
En 324, Constantino reunió una flota y un ejército en Salónica, en la Calcídica, y avanzó hacia Adrianópolis. Licinio interceptó a esas fuerzas en las orillas del río Maritsa el 3 de julio de 324, en la conocida como batalla de Adrianópolis, pero el resultado le fue adverso y se vio obligado a retirarse. Reunió a todos los hombres que pudo y se dirigió hacia su flota, que estaba estacionada en el Helesponto. Allí, mientras Constantino mantenía a Licinio sitiado en Bizancio, el almirante Abanto fue sorprendido por el mal tiempo y por la flota de Crispo, y en consecuencia, fue derrotado en la batalla del Helesponto en julio. La enorme presión impelió a Licinio a abandonar la ciudad y huir a Calcedonia, en Bitinia, por lo que dejó a Martiniano (r. 324), su antiguo magister officiorum y por entonces coemperador, con el objetivo de evitar el avance de su rival. Licinio reagrupó a sus fuerzas en Crisópolis, pero volvió a ser vencido y huyó a Nicomedia. Allí, volvió a ser sitiado y, sin esperanza de victoria, al día siguiente se rindió.

## Consecuencias

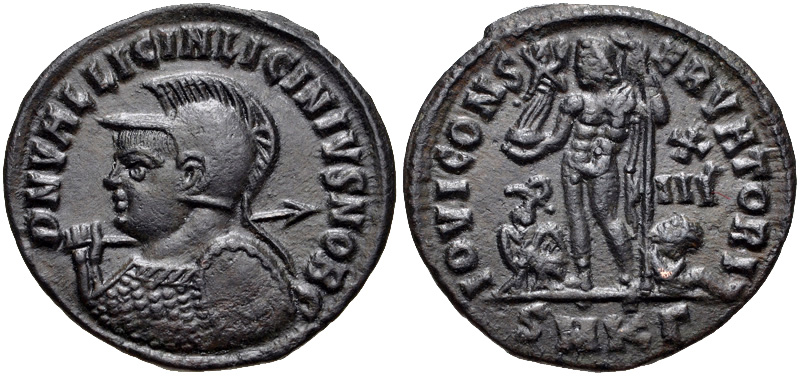
Follis de Licinio II (r. 317-324) emitido en Cícico c. 321-324.

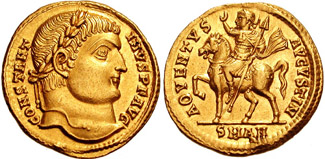
Sólido de Constantino I (r. 306-337) emitido en Antioquía c. 324-325

Gracias a su decisiva victoria contra sus rivales, Constantino se consagró como el señor indiscutible del Imperio romano y pudo gobernar solo. Licinio fue arrestado y enviado a Salónica a raíz del enfrentamiento en Nicomedia, mientras que Martiniano lo fue a Capadocia; a los dos se les prometió que salvarían la vida si se retiraban a vivir como ciudadanos privados, probablemente gracias a la intercesión de Constancia, esposa del primero. A pesar de esto, Martiniano fue ejecutado a finales de 324, mientras que Licinio fue ajusticiado en la primavera de 325, acusado de estar reclutando tropas para rebelarse contra Constantino; su hijo, Licinio II, también fue ejecutado por orden imperial.
Dado que la derrota de Licinio representó la de un centro de paganismo y de actividad política griega en Oriente, rival de la Roma cristiana y latina, Constantino propuso la fundación de una nueva capital oriental que representase la integración de Oriente en el Imperio romano en su conjunto, un centro de erudición, prosperidad y preservación cultural del Imperio romano de Oriente. En 324, se eligió Bizancio como la nueva sede, una decisión que se tomó principalmente debido a la ubicación estratégica de la ciudad y porque había sido remodelada al estilo romano en los reinados de Septimio Severo (r. 193-211) y Caracalla (r. 198-217).
Constantino, además, realizó muchos cambios en las instituciones civiles, militares, administrativas y religiosas. A partir de las reformas administrativas realizadas por Diocleciano, estabilizó la moneda —el sólido de oro que introdujo fue una moneda muy valorada y estable—, estableció el principio dinástico e hizo cambios en la estructura del ejército como eliminar la Guardia Pretoriana y los equites singulares Augusti. El cristianismo se proclamó religión oficial del estado, disfrutó de la preferencia imperial: Constantino le concedió generosos privilegios, y estableció el principio de que los emperadores no debían resolver cuestiones de doctrina, sino que debían convocar concilios eclesiásticos generales para este fin.